# Рудерман, Яков Исаакович
Яков Исаакович Рудерман (7 мая 1937 — 26 мая 1993) — советский футболист, нападающий. Мастер спорта СССР.
Воспитанник минской ФШМ. В 1955 году в составе команды стал чемпионом БССР, вошёл в список 33-х лучших футболистов первенства. В гостевом матче Кубка СССР против «Спартака» Калинин (1:6) забил мяч. В 1956 году в составе «Спартака» Минск стал победителем класса «Б». В апреле — мае следующего года провёл четыре матча в чемпионате СССР. Участник товарищеского матча «Спартак» (Минск) — «Баия» (Бразилия) 11 июня 1957. Играл за команды класса «Б» «Урожай» Минск (1958—1960), «Красное знамя» Витебск. В чемпионате БССР выступал за «Торпедо» Минск (1962—1964), «Спутник» Минск (1965—1968). В 1967—1970 годах был в «Спутнике» старшим тренером.